# 李潜夫
李潜夫，字行道，又字行甫，绛州（今山西新绛）人。元代作家。在《录鬼簿》中，被列为“前辈已死名公才人，有所编传奇行于世者”。在《太和正音谱》中，列入"俱是杰作"的一百五十词林英杰中。贾仲明的挽词称李潜夫为“绛州高隐”，闭门读书。作有杂剧一种：《包待制智賺灰欄記》，存于《元曲选》。